# Pančićev vrh
Le mont Pančićev vrh (en serbe cyrillique : Панчићев врх) est le point culminant des monts Kopaonik. Il se situe dans le sud de la Serbie centrale, à quelques centaines de mètres du Kosovo. À son sommet se trouve une base militaire de l'Armée serbe ainsi que le mausolée du botaniste Josif Pančić, en l'honneur duquel la montagne a été renommée le 7 juillet 1951, alors qu'elle était précédemment nommée Milanov vrh (Миланов врх) d'après Milan Ier de Serbie. Le mausolée a été endommagé lors de bombardements de l'OTAN au cours de l'Opération Allied Force en 1999.